# Культура багатопружкової кераміки
Культура багатоваликової кераміки (також: бабинська, багатопружкової керамики, бойових колісниць)  — археологічна культура, що змінила на фінальній фазі середньої бронзи локальні групи/культури західної половини катакомбної культурної області та існувала протягом (XXII—XVIII століть до н.е).
Була поширена у степових, лісостепових та поліських районах, що тепер входять до складу України, Молдови, Росії та Білорусі. В сучасній історіографії розглядається в рамках культурного кола Бабине, яке включає дві окремі культури: дніпро-донську бабинську і дніпро-прутську бабинську. Перша з них за походженням пов'язана з донецько-донською катакомбною культурою. Друга, бувши гетерогенною, складається з трьох локальних варіантів: дніпро-дністровським степовим, дніпро-бузьким лісостеповим, дністровсько-прутським. Генетичними субстратами цих варіантів виступають інгульська катакомбна і середньодніпровська культури.
Епонімна назва походить від базової пам'ятки, якою виступає поселення Бабине-III на Дніпрі. Іншу назву культура отримала від глиняного посуду, оздобленого наліпними валиками. Орнамент посуду багатий і різноманітний, часто вишуканий.
Основна господарська діяльність населення — відгінно-пасовищне скотарство з тимчасовими сезонними стійбищами, яких виявлено дуже багато. Хоча були і стаціонарні поселення, які можуть вказувати на скотарсько-землеробську форму господарства. Окрім того, було поширено мисливство, рибальство та інші промисли. Розвинуті були й ремесла: металовиробництво, гончарство, ткацтво, різьблення на кістці, кушнірство.
Небіжчиків ховали у неглибоких ґрунтових ямах, іноді доповнених внутрішнім зрубом чи кам'яною скринею, у підбоях та колодах.
На Тернопільщині, яка виступає західною периферією бабинської культурної області, відома незначна серія цих пам'яток, однією з яких є  — могильник біля с. Остап'є Підволочиського району, яке 1929 р. досліджував Я. Брик. Розкопано чотири кургани; виявлено посуд, крем'яні знаряддя праці, кісткові та бронзові прикраси. Дно, стіни й перекриття поховань викладені камінням.